# Bien o mal
Bien o mal è un singolo della cantante messicana Julieta Venegas, pubblicato nel 2010 ed estratto dall'album Otra cosa.

## Tracce
- Download digitale[1]

1. Bien o mal (Julieta Venegas, Alejandro Sergi) – 2:57

## Classifiche
| Classifica (2010)            | Posizione massima |
| ---------------------------- | ----------------- |
| Spagna                       | 45                |
| Stati Uniti Hot Latin Tracks | 21                |